# Fauquissart
Fauquissart is een gehucht in de Franse gemeente Laventie in het departement Pas-de-Calais. Het ligt meer dan twee kilometer ten zuidoosten van het centrum van Laventie.

## Geschiedenis
Reeds in de 13de eeuw bestond er een kapel in Fauquissart. Op de 18de-eeuwse Cassinikaart is de plaats aangeduid als Fauquissart. Tijdens de Eerste Wereldoorlog lag het gehucht aan het front en raakte verwoest.

## Bezienswaardigheden
- De Église Saint-Pierre, herbouwd na de Eerste Wereldoorlog.
- Fauquissart Military Cemetery, een Britse militaire begraafplaats met meer dan 100 gesneuvelden.